# حزب النظام الوطني
حزب النظام الوطني(بالتركية: Millî Nizam Partisi)‏ كان أول حزب سياسي إسلامي في تركيا أسسه نجم الدين أربكان عام 1970 وحلته المحكمة الدستورية عام 1971. اعتمد الحزب مبادئ حركة الرؤية الوطنية الإسلامية السياسية مللي جوروش . وخلفه بعد حله حزب السلامة الوطني الذي تبنى نفس منطلقاته ومبادئه.

## التأسيس
في خمسينيات القرن الماضي كانت ملامح التوجه الإسلامي قد بدأت في الظهور، وارتفعت شعارات إسلامية مع الحزب الديمقراطي برئاسة عدنان مندريس الذي تصدر الحياة السياسية رئيسًا للوزراء ، قبل الانقلاب العسكري الذي نفذه الجيش منتصف العام 1960، و أطاح برئيس الحكومة عدنان مندريس، وأحاله إلى محاكمة عسكرية قضت بإعدامه وإعدام عدد من رفاقه. 
بعد سنة من حكم العسكر وإعدام مندريس، انتسب أربكان إلى حزب العدالة الذي حاول تقديم نفسه على أنه وريث يحمل رسالة الحزب الديمقراطي وتراث مندريس، وقد فاز حزب العدالة في عام 1965 بأغلبية مقاعد البرلمان، وشكل الحكومة مسيطرًا على الحياة السياسية في البلاد، ليكون على موعد آخر مع انقلاب عسكري سنة 1971. 
فقد أسس نجم الدين أربكان و 17 من أصدقائه حزب النظام الوطني (MNP) في 26 يناير 1970، ليكون الحزب أول واجهة سياسية للإسلاميين. 
المؤسسون هم: نجم الدين أربكان ، أحمد توفيق باكسو ، علي حيدر أقساي ، سليمان عارف إمري ، حسن تحسين أرموتكو أوغلو ، عمر شوكتوسون ، أكرم أوشاكلي ، فاروق إرجين ، صافت سولاك ، حسن أقساي ، علي أوغوز ، إسماعيل مفتوغلو ، نايل سوريل ، فهمي جومالي أوغلو ، حسام الدين فضل أوغلو ، بهاء الدين شاروغلو ، محمد ساتوغلو ، رفعت بوينوكالين . 
كان شعار الحزب هو قبضة اليد اليمنى التي ترفع السبابة. كانت هناك أسماء مثل أحمد توفيق باكسو وسليمان عارف عمري وحسن أقساي وفهمي جومالي أوغلو في الحزب الذي ترأسه نجم الدين أربكان . مثل الحزب بثلاثة نواب في الجمعية الوطنية الكبرى لتركيا بمشاركة حسام الدين أكمومكو ، نائب إسبارطة وحسين عباس ، الذي غادر البرلمان.

## البرامج والأفكار
في برنامج حزب النظام الوطني ، الذي يهيمن عليه الخطاب الإسلامي ، أوليت أهمية للتنمية الوطنية والروحية. جلب الحزب مفاهيم الأخلاق والفضيلة إلى الواجهة. عارض نظام المصالح وجادل بأن السوق الخالي من الفوائد مع تدخل الدولة يجب أن يضمن النظام في الاقتصاد. وجادل الحزب ، الذي عارض أيضًا الدخول إلى المجموعة الاقتصادية الأوروبية ( الاتحاد الأوروبي ) ، بضرورة تسريع استثمارات الصناعات الثقيلة في تركيا.
تضمن الإعلان التأسيسي للحزب ما يلي:
أمتنا العزيزة : اليوم ، أمتنا العظيمة ، التي كرست دائمًا للحقيقة ، وحفظ الحقيقة ، ودعم الخير ومنع الشر ، يجب أن توضع على مسارها التاريخي النبيل المجيد بعد فترة طويلة من الجهود لحرفها عن مسارها الخاص. مسار له تأثيرات مختلفة ، وهو اليوم الذي تطلق فيه الصواريخ. إن حزب النظام الوطني ؛ لهو صاروخ قوي ينقل أمتنا إلى النور بعد الفترات المشوشة والمظلمة ، ويطلق لإعادتها إلى مسارها التاريخي المشرق. اليوم هو يوم إطلاق هذا الصاروخ. اليوم هو هذا اليوم السعيد. حظا سعيدا ونتمنى لك التوفيق لكل أمتنا. يا أمتنا الموقرة والشريفة ، التي تم اختيارها على الدوام لتحافظ على الحق وتضمن الخير وتجنب الشر! قد دعيت لذلك.
شكلت هذه الآراء ، التي طرحت مع برنامج الحزب ، الإطار العام لبرامج جميع الأحزاب التي أسسها أو أسسها أربكان وأصدقاؤه تحت اسم " ملي غوروش " في السنوات التالية.

## حل الحزب
في 5 آذار / مارس 1971 ، رفع مكتب المدعي العام دعوى قضائية ضد حزب النظام الوطني على أساس أنه " عمل ضد العلمانية ".
في 20 مايو 1971 ، قررت المحكمة الدستورية حل الحزب على أساس أنه "يتعارض مع مبادئ حماية طبيعة الدولة العلمانية وثورية أتاتورك ". ومع ذلك ، لم تُرفع أي إجراءات جنائية ضد المديرين التنفيذيين للحزب.
ذهب أربكان إلى سويسرا بعد إغلاق حزبه ومكث هناك فترة من الوقت.
أسست كوادر حزب النظام الوطني المحلول بعد حوالي عام ونصف من اغلاقه، في 11 أكتوبر 1972 حزباً جديداً بنظام أساسي مماثل باسم ، حزب السلامة الوطني (MSP) . وعين سليمان عارف عمري رئيسا للحزب.

## منشورات عن الموضوع
- الإسلام السياسي في العالم وفي تركيا د. عبد الله مناز ص. 358-372